# Anotylus vinsoni
Anotylus vinsoni är en skalbaggsart som först beskrevs av Cameron 1936.  Anotylus vinsoni ingår i släktet Anotylus och familjen kortvingar. Inga underarter finns listade i Catalogue of Life.